# Американско българско македонско дружество
Американското българско македонско дружество (на английски: American Bulgarian Macedonian Association) е бивша културна организация, основана през 1946 г. в Лансинг, Мичиган. САЩ. Повечето от нейните основатели са имигранти от Леринско, Македония. През 1954 г. организацията отваря собствена обществена зала, наречена „Американско-македонска зала“. Членовете помагат и за изграждането на православната църква „Свети Андрей“ на Московската патриаршия в Лансинг през 1962 – 1963 г.
Организацията официално се разпуска през 2011 г.